# Taman (Krasnodar)
Taman (russisch Тама́нь) ist eine Staniza in der Region Krasnodar in Russland mit 10.027 Einwohnern (Stand 14. Oktober 2010).

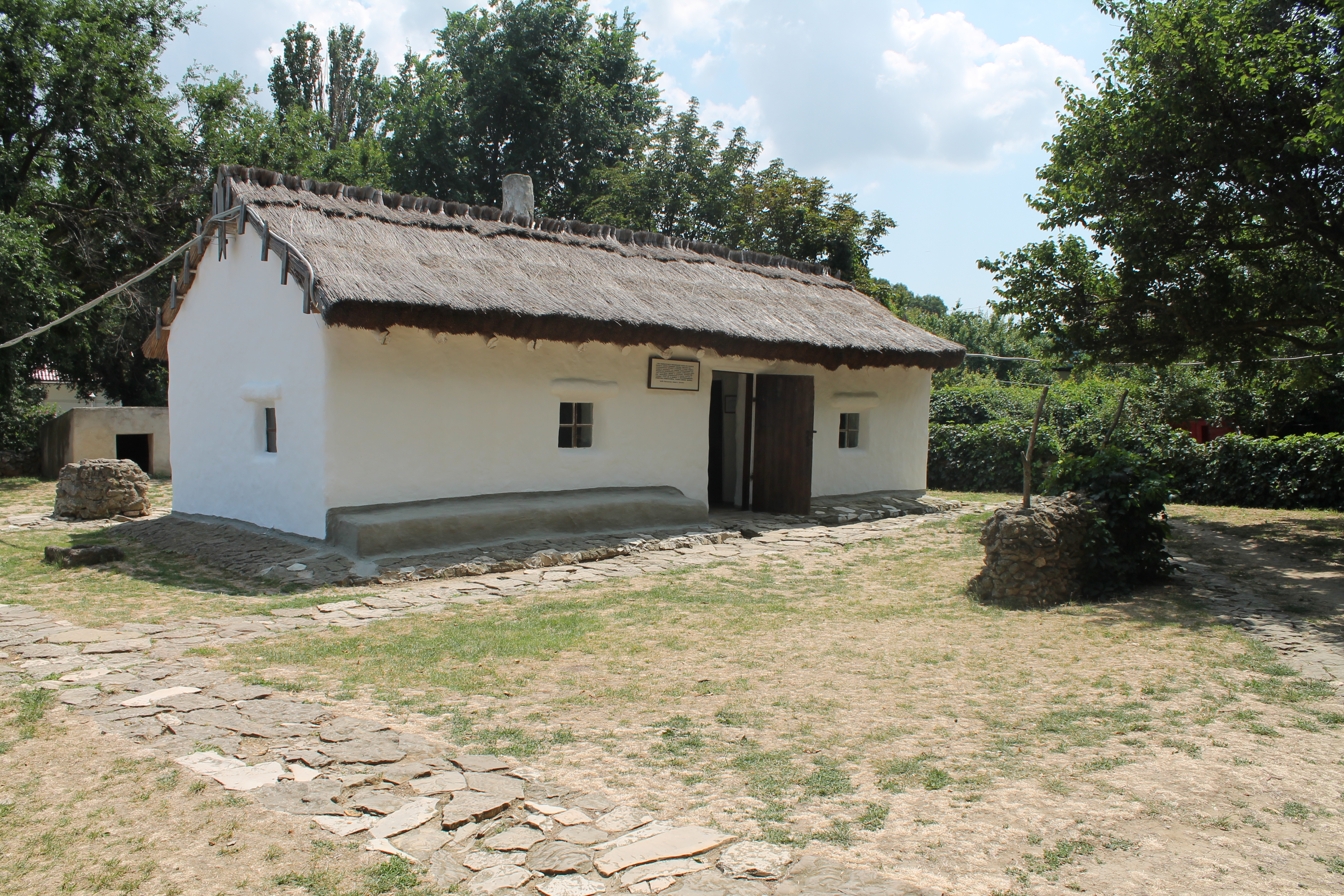
Lermontow-Haus-Museum in Taman

## Geographie
Der Ort liegt auf der gleichnamigen Halbinsel Taman etwa 180 km Luftlinie westlich des Regionsverwaltungszentrums Krasnodar, am südlichen Ufer der Tamanbucht an der Straße von Kertsch zwischen Schwarzem und Asowschem Meer.
Taman gehört zum Rajon Temrjukski und befindet sich etwa 50 km westsüdwestlich von dessen Verwaltungszentrum Temrjuk. Die Staniza ist Sitz der Landgemeinde Tamanskoje selskoje posselenije, zu der außerdem die Siedlung Wolna (übersetzt „Welle“) gehört, 8 km südlich an der Schwarzmeerküste gelegen.

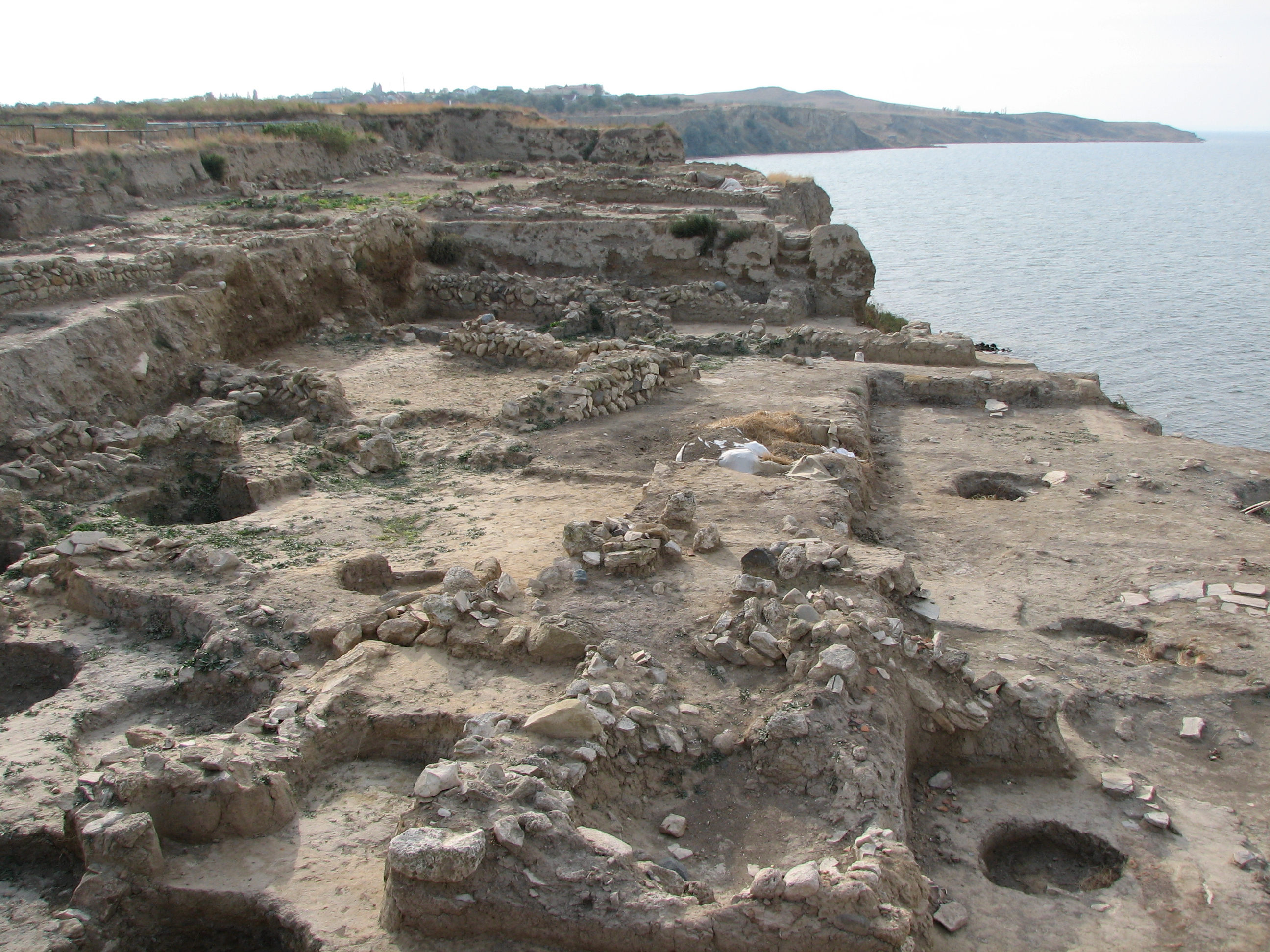
Ausgrabungen von Hermonassa / Samkarsch / Tmutarakan in Taman
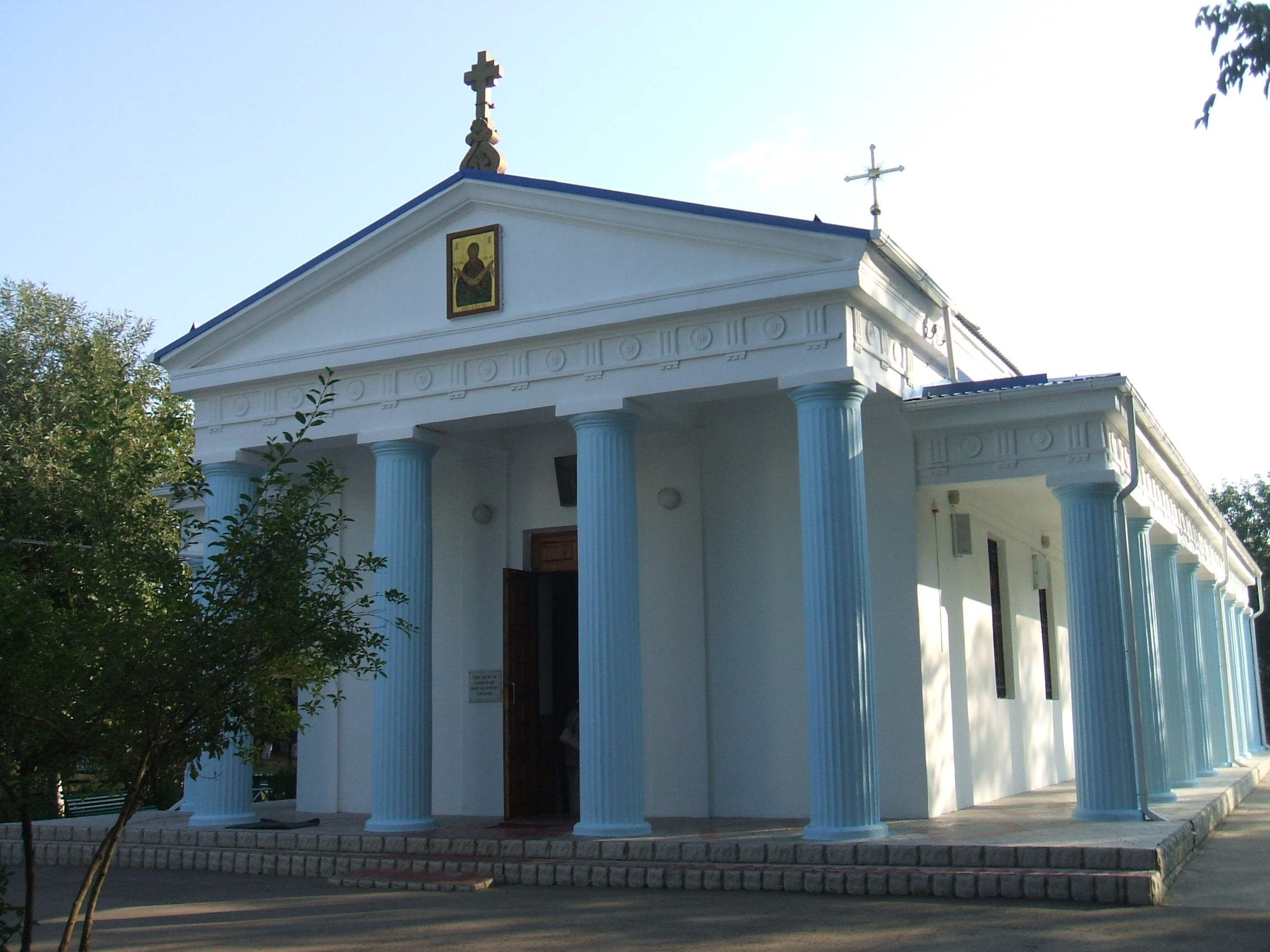
Schutz-und-Fürbitte-Kirche
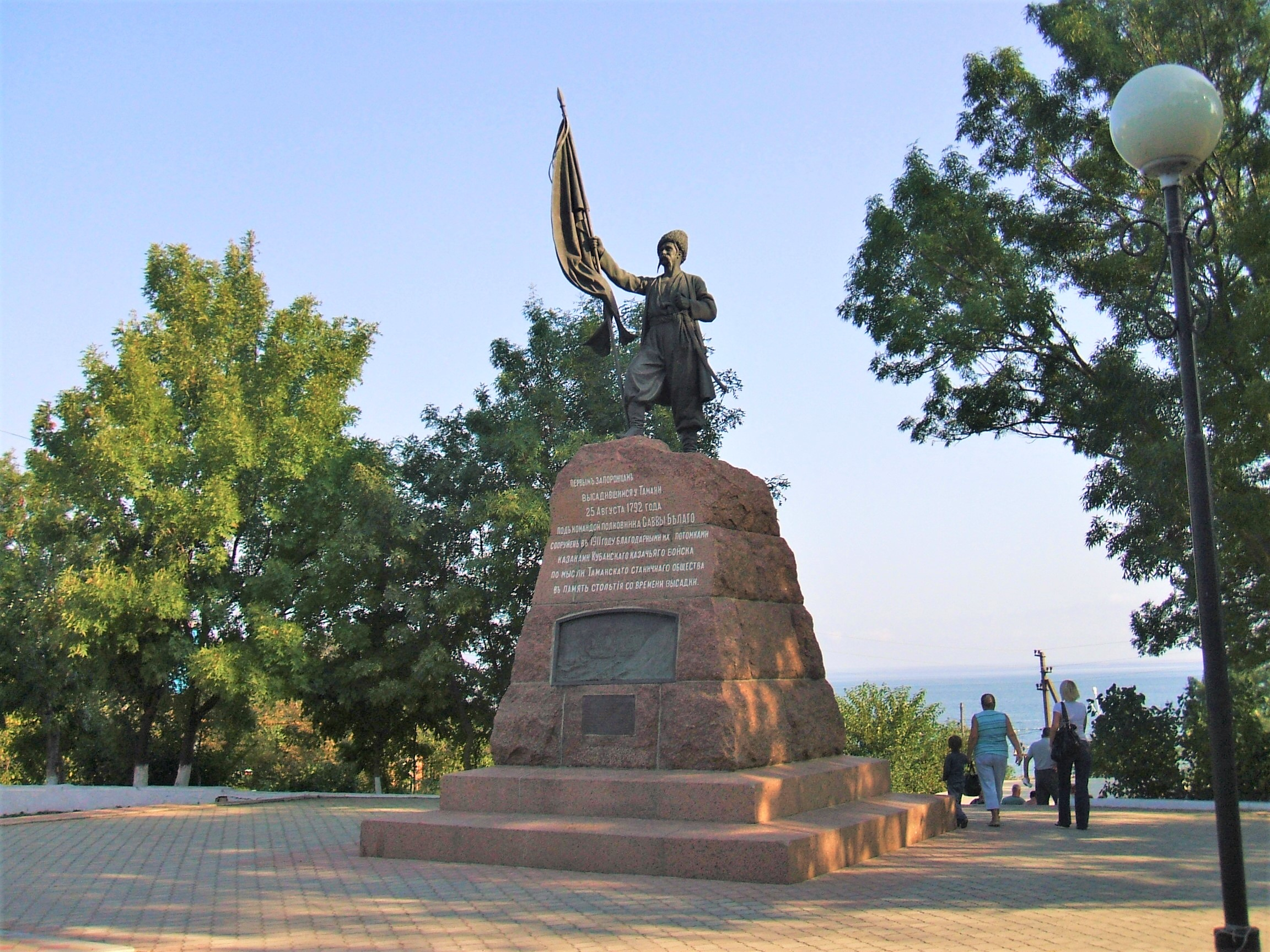
Denkmal für die ersten Kubankosaken (Amandus Adamson, 1911)
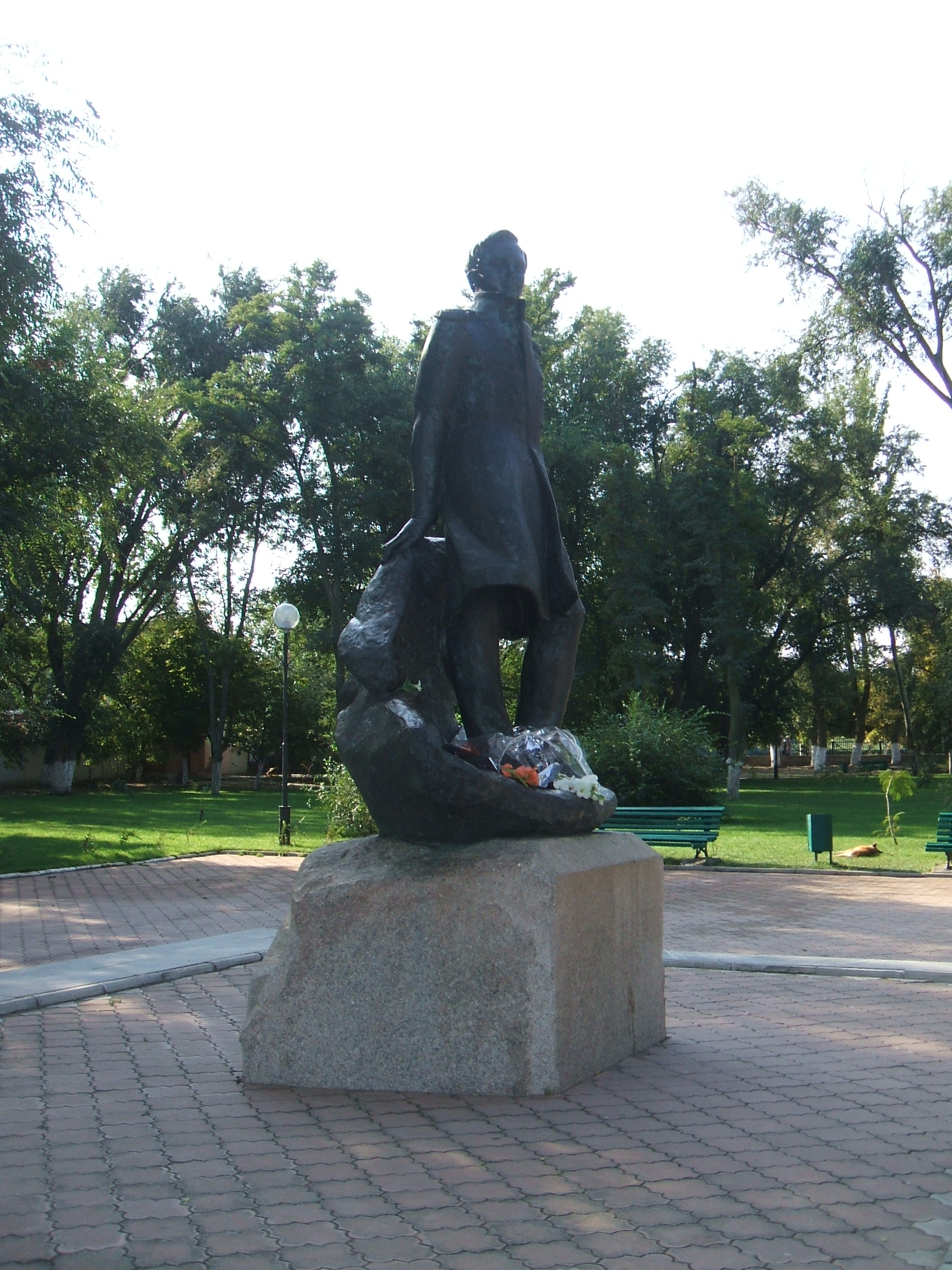
Lermontow-Denkmal
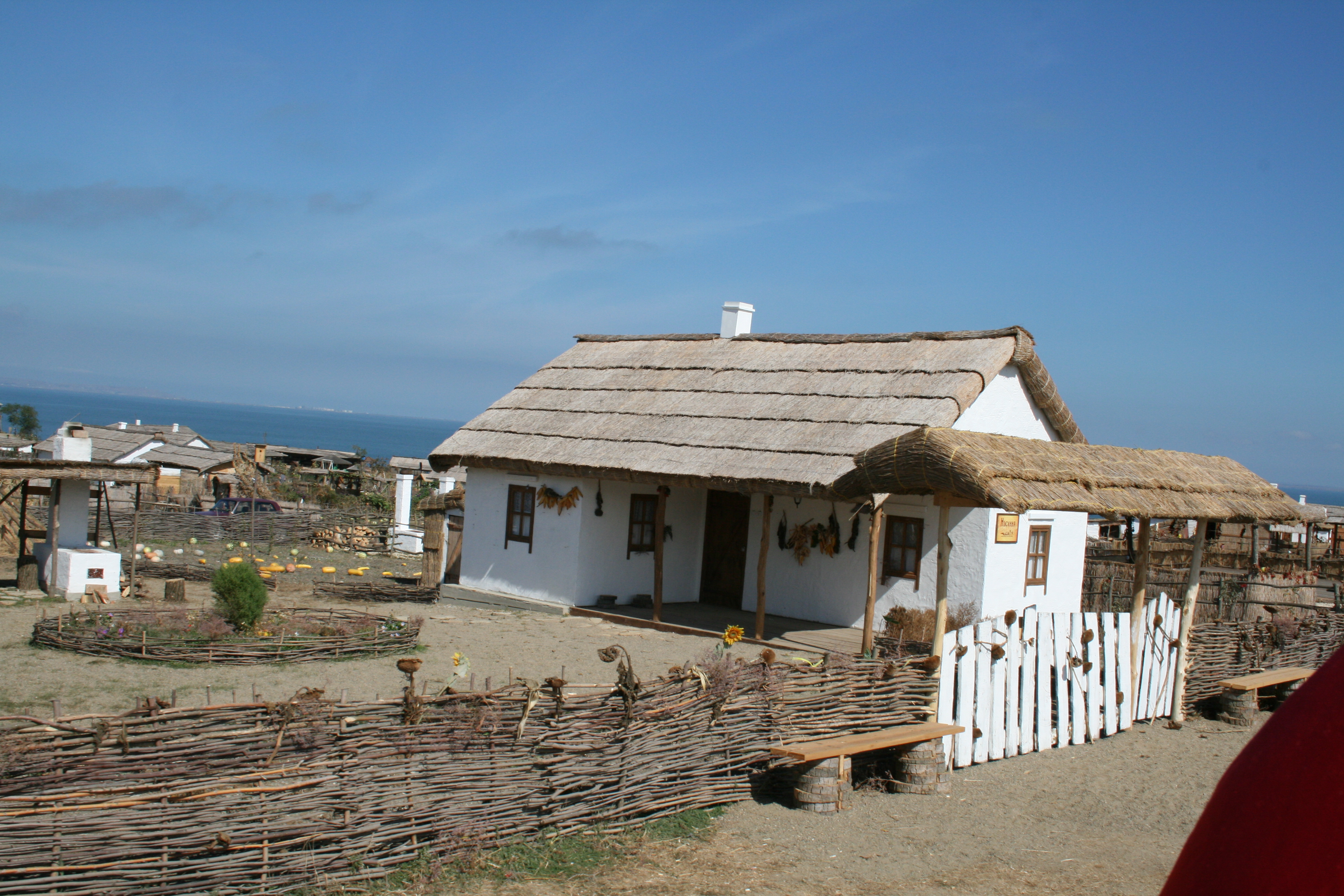
Kosaken-Freilichtmuseum „Ataman“, eröffnet 2009

## Geschichte
Auf dem Territorium der heutigen Staniza lag seit dem 6. Jahrhundert v. Chr. bis zu ihrer Zerstörung durch die Hunnen 4. Jahrhundert n. Chr. die antike griechische Kolonie Hermonassa. Im 7. Jahrhundert n. Chr. wurde an der Stelle unter den Chasaren die Festungsstadt Samkarsch errichtet. Nach erneuter Zerstörung im Zuge des Zusammenbruchs des Chasarenreiches wurde es im 10. Jahrhundert n. Chr. als Tumantarchan wieder aufgebaut und fiel bald danach zeitweilig an die Kiewer Rus, später als dessen geographisch isoliertes Teilfürstentum Tmutarakan. Ab dem 12. Jahrhundert war das Gebiet unter anderem in kiptschakischer (kumanischer), genuesischer und osmanischer Hand, wobei die eigentliche Stadt spätestens im 14. Jahrhundert verfiel.
Der heutige Ort wurde 1792, nachdem das Gebiet infolge des Russisch-Österreichischen Türkenkrieges an das Russische Kaiserreich gefallen war, durch dort angelandete Kosaken gegründet, die sich bereits seit dem 17. Jahrhundert in der Region aufgehalten hatten. Er blieb auch später Standort der Kosaken-Flottille, galt bis 1849 als Stadt, wurde dann offiziell Staniza und gehörte zur Abteilung (otdel) Temrjuk der Oblast Kuban.
Im Zweiten Weltkrieg war Taman wie die gesamte Halbinsel von Frühjahr bis Herbst 1943 als Teil des Kuban-Brückenkopfes Schauplatz schwerer Rückzugskämpfe der deutschen Wehrmacht und wurde erheblich zerstört.

### Bevölkerungsentwicklung
| Jahr | Einwohner |
| ---- | --------- |
| 1939 | 7.993     |
| 1959 | 5.235     |
| 1979 | 8.343     |
| 2002 | 9.297     |
| 2010 | 10.027    |

Anmerkung: Volkszählungsdaten

## Verkehr
Nach Taman führt die Regionalstraße 03N-490, die etwa 25 km ostnordöstlich bei der Siedlung Sennoi (unweit des antiken Phanagoria) von der föderalen Fernstraße A290 (ehemals M25) Noworossijsk – Port Kawkas abzweigt und dem Südufer der Tamanbucht folgt. In zunächst südöstlicher Richtung verläuft eine kleinere Straße von Taman über Wyschesteblijewskaja nach Starotitarowskaja, ebenfalls an der A290.
In Sennoi befindet sich die nächstgelegene Bahnstation Taman bei Kilometer 111 der auf diesem Abschnitt 1954 eröffneten Strecke Krymskaja – Port Kawkas. Von dieser zweigt weiter südlich eine Güteranschlussstrecke zum seit 2007 im Bau befindlichen Tiefwasserhafen Taman am Schwarzen Meer unweit der Siedlung Wolna ab, dessen erster Abschnitt seit 2009 in Betrieb ist. Er soll hauptsächlich dem Umschlag von Erdöl, Flüssiggas, Ammoniak und Getreide dienen.

## Söhne und Töchter des Ortes
- Ljudmila Schewzowa (* 1934), Leichtathletin, Olympiasiegerin 1960.